# 吉贝浦桥
吉贝浦桥，位于中国广东省揭阳市榕城榕东钟厝洋，为揭阳市的一个市、县级文物保护单位，类型为古建筑，公布时间为2007年12月。
吉贝浦桥的历史年代为清代。